# Apostegania prosthesis
Apostegania prosthesis là một loài bướm đêm trong họ Geometridae.